# Oligoryzomys rupestris
Oligoryzomys rupestris és una espècie de mamífer rosegador de la família dels cricètids. És endèmic del Brasil. El seu hàbitat natural són les zones situades a gran altitud. És una espècie en risc mínim, és a dir, no sembla que hi hagi cap amenaça significativa per a la seva supervivència. El seu nom específic, rupestris, significa ‘rupestre’ en llatí i es refereix al campo rupestre, un tipus de vegetació de cerrado de gran altitud amb afloraments rocosos on es troba aquesta espècie.